# Titanattus
Genre
Synonymes
- Agelista Simon, 1900

Titanattus est un genre d'araignées aranéomorphes de la famille des Salticidae.

## Distribution
Les espèces de ce genre se rencontrent en Amérique du Sud et en Amérique centrale.

## Liste des espèces
Selon World Spider Catalog (version 22.5, 29/11/2021) :
- Titanattus andinus (Simon, 1900)
- Titanattus cordia Edwards & Baert, 2018
- Titanattus cretatus Chickering, 1946
- Titanattus euryphaessa Bustamante & Ruiz, 2017
- Titanattus notabilis (Mello-Leitão, 1943)
- Titanattus novarai Caporiacco, 1955
- Titanattus paganus Chickering, 1946
- Titanattus pallidus Mello-Leitão, 1943
- Titanattus parvus (Mello-Leitão, 1945)
- Titanattus pegaseus Simon, 1900
- Titanattus saevus Peckham & Peckham, 1885
- Titanattus sciosciae Rubio, Baigorria & Stolar, 2021

## Publication originale
- Peckham & Peckham, 1885 : « On some new genera and species of Attidae from the eastern part of Guatemala. » Proceedings of the Natural History Society of Wisconsin, vol. 1885, p. 62-86 (texte intégral).